# الشبكة (فلم 1995)
الشبكة فيلم اميركي إثارة-سياسة نشر عام 1995، من إخراج إروين وينكلر ومن بطولة ساندرا بولوك، جيرمي نورثام ودينيس ملير.

## الحبكة
يبدأ الفيلم بانتحار مايكل بيرغستورم (كين هوارد)، وهو وزير الدفاع في الولايات المتحدة، بعد أن تم تشخيصه بفيروس نقص المناعة البشرية.
محللة الأنظمة انجيلا بينيت (بولوك) المقيمة في البندقية، كاليفورنيا، تعمل عن بعد في شركة (برامج كاثيدرال) في سان فرانسيسكو.كل علاقاتها الشخصية هي علاقات عبر الإنترنت والهاتف فقط، كذلك لا تتفاعل ولا تحاول بناء أي علاقاا مع جيرانها ابداً. أم انجيلا (ديان بيكر)، تقيم في مؤسسة بسبب معانتها من داء ألزهايمر.يرسل دايل، زميل انجيلا في العمل، قرص مرن مزود بإشارة "π"، التي توصل إلى برنامج كمبيوتر يستعمل في كل مكان يدعى «Gatekeeper=حارس البوابة». وهو برنامج تبيعه شركة تدعى غريغ مايكروسيستم. يتفق دايل وانجيلا على الالتقاء، ولكن جهاز الطيران في طائرة دايل يصيبه عطب ويسبب في تحطم طائرة دايل خلال طيرانه للوصول إلى انجيلا.
تسافر انجيلا إلى المكسيك في رحلة استجمامية، وتلتقي هناك شخص يدعى جاك ديفلين جيرمي نورثام. يدفع ديفلين مالا للص من أجل أن يقوم بسرقة حقيبة اليد الخاصة التي تملكها انجيلا، وهي الحقيبة التي تحوي القرص (الذي ارسله دايل). يقوم جاك بقتل اللص بعد ذلك. تعثر انجيلا على مسدس على قارب ديفلين وتواجهه. بعدها تلوذ انجيلا بالهروب وبحزوتها القرص، ولكن يصطدم الزورق، الذي تقوم بالهرب بواسطته، بمجموعة من الصخور، الأمر الذي يؤدي إلى تلف القرص وركود انجيلا في المستشفى وهي فاقدة الوعي لمدة 3 أيام.
عندما تستيقظ انجيلا، تجد أن كل السجلات التي تتعلق بها قد محيت: تم تسجيل خروجها من الفندق، سيارتها لم تعد تتواجد في ساحة سيارات مطار لوس أنجلوس الدولي، ولم تعد بطاقاتها اللاعتمادية صالحة للعمل. منزل انجيلا الآن معروض للبيع، وبما أن لا أحد من جيرانها يعرفها، لم يستطيعوا أن يؤكدوا هويتها. الرقم الأمني التابع لأنجيلا معرف الآن لشخصية تدعى «روث ماركس»، التي يتواجد أمر اعتقال ضدها. تنتحل امرأة ما شخصية انجيلا في شركة كاثيدرال; المرأة هذه تعرض على انجيلا حياتها القديمة مقابل القرص المرن. تتصل انجيلا بالشخص الوحيد الذي يعرفها، دكتور النفس وحبيبها السابق د.الآن تشامبيون دينيس ميللير. يضع ميللير انجيلا في فندق، ويعرض عليها مساعدة صديقه الذي يعمل في مكتب التحقيقات الفيدرالي، كما وينقل أمها من المؤسسة التي تتواجد بها إلى مكان آخر من أجل حمايتها.
تستعمل انجيلا رقم سري وجدته في محفظة ديفلين في الصفحة التي تتواجد في القرص، تدخل انجيلا إلى سجلات الحواسيب في المستشفى وتكتشف أن تشخيص بيرغستورم (الذي عارض برنامج حارس البوابة) كان خاطئ. يتعرف متسلل حواسيب (هاكر) يدعى 'سايبربوب' على الرمز π ويربطه مع ال«برياتوريانس-Praetorians»، وهم مجموعة إرهاب إلكتروني مشهورة التي كانت مسؤولة عن خراب الحواسيب في الدولة قبل فترة قصيرة. تتفق انجيلا مع سايبربوب على الالتقاء ولكن تقاطع المجموعة الإرهابية محادثتهم على الإنترنت. تهرب انجيلا من ديفلين- الذي يتضح أنه قاتل مستأجر تابع للمجموعة الإرهابية، ولكن تتمكن المجموعة من قتل الآن تشامبيون بواسطة التلاعب بسجلات الحاسوب التابعة للصيدلية في المستشفى. بعد أن قامت الشرطة بتوقيف انجيلا والقبض عليها، يقوم شخص، الذي يعرف عن نفسه بأنه صديق تشامبيون، بتحرير انجيلا، ولكن تكتشف انجيلا أنه متنحل شخصية صديق تشامبيون وليس صديقه الحقيقي، وبالتالي، تقوم بالهروب مرة أخرى.
مطلوبة الآن من أجل جريمة، تذهب انجيلا إلى مكتب كاثيدرال، وهناك تقوم باستعمال حاسوب المرأة التي تتنحل شخصيتها، تجد انجيلا صلة بين المجموعة الإرهابية وغريغ مايكروسيستم وتكتشف مؤامراتهم; بعد أن يقوم البرياتوريانس=Praetorians بتخريب نظام حواسيب لمنظمة ما، يقوم غريغ ببيع برنامجه للمنظمة نفسها ويحصل بالتالي على دخول واسع داخل نظامهم. تقوم انجيلا بإرسال بريد إلكتروني مع إثباتات لمكتب التحقيقات الفيدرالي، وتقوم بتعطيل الأطار الرئيسي لغريغ وبالتالي إرجاع هويتها الأصلية. يقوم ديفلين بقتل روث ماركس (المرأة التي تتنحل شخصية انجيلا) بغير عمد خلال ملاحقته لانجيلا. وتقوم انجيلا بدفع ديفلين من علو الأمر الذي يتسبب بسقوطه وموته. ينتهي الفيلم بفضح المؤامرة، وتقوم انجيلا بإحضار امها للسكن معها.

## طاقم الممثلين
- ساندرا بولوك - انجيلا بينيت
- جيرمي نورثام - جاك ديفلين
- دينيس ميلر - د. الآن تشامبيون
- كين هوارد - مايكل بيرغستورم
- راي ماكينون - دايل هيسمان
- ديان بيكر - السيدة بينيت

## الإيرادات المالية
تقدر ميزانية الفيلم ب 22 مليون دولار وكسب مقابل ذلك 50 مليون دولار في الولايات المتحدة. جمع الفيلم 110,627,965$ في جميع أنحاء العالم. بالإضافة إلى 23,771,600$ عن طريق الاستئجارات (في الولايات المتحدة).

## تقييم الفيلم
حاز الفيلم على تقييم متوسط من النقاد. روجر إيبرت اعطى الفيلم تقييم 3/4 نجوم.

## المسلسل والجزء الثاني
تم إنتاج مسلسل مقتبس من الفيلم من بطولة بروك لانغتون في دور انجيلا بينيت.
تبع الفيلم جزء ثاني يدعى الشبكة 2.0 (فيلم 2006 )، الفيلم يدور حول هوب كاسيدي، محللة البرامج، التي تصل إلى إسطنبول من أجل وظيفة جديدة وتكتشف أن هويتها قد سرقت. أخرج الفيلم تشارلز وينكلر، ابن إروين وينكلر. نشر الفيلم في 2006.